# Andrej Kotnik
Andrej Kotnik (* 4. August 1995 in Nova Gorica) ist ein slowenischer Fußballspieler auf der Position eines Mittelfeldspielers. Seit April 2019 steht er beim NK Maribor mit Spielbetrieb in der höchsten slowenischen Fußballliga unter Vertrag.

## Karriere

### Zeit in Koper und Izola
Andrej Kotnik wurde am 4. August 1995 in der Stadt Nova Gorica, unweit der Grenze zu Italien, geboren. Über seine anfängliche Karriere als Fußballspieler ist nur wenig bekannt; spätestens im Sommer 2008 wechselte er in die Nachwuchsabteilung des weiter südlich gelegenen FC Koper. Dort durchlief er sämtliche Jugendspielklassen und kam in der Saison 2010/11 zu ersten Einsätzen in der 2. Slovenska Mladinska Liga, der zweiten slowenischen Juniorenliga. Nach weiteren Einsätzen in der 2. Slovenska Kadetska Liga und der 2. Slovenska Mladinska Liga kam Kotnik ab der Saison 2013/14 auf Leihbasis zum MNK Izola aus dem Nachbarort Izola. Dort kam er 2013/14 in zwölf der 26 möglich gewesenen Ligapartien zum Einsatz, erzielte drei Treffer und rangierte mit der Mannschaft in der teilweise recht dicht gestaffelten Endtabelle auf dem fünften Platz der West-Staffel. In der nachfolgenden Saison 2014/15 blieb Kotnik weiterhin auf Leihbasis beim slowenischen Drittligisten und entwickelte sich zu einer Stammkraft im Mittelfeld. Bei 20 absolvierten Meisterschaftsspielen und fünf -toren rangierte er im Endklassement mit dem MNK Izola auf dem zweiten Platz der West-Staffel und hatten dabei lediglich drei Punkte Rückstand auf DNŠ Ajdovščina, der den Weg in die Aufstiegs-Play-offs schaffte, jedoch an einem Aufstieg in die slowenische Zweitklassigkeit scheiterte.

### Wechsel zurück in die Heimat
Noch in der Sommerpause vor der Spielzeit 2015/16 wechselte Kotnik zurück in seine Heimatstadt und dort in den Profibereich des hier ansässigen ND Gorica. Am 18. Juli 2015, wenige Tage vor seinem 20. Geburtstag, debütierte Kotnik in der höchsten slowenischen Fußballliga, als ihn Trainer Miran Srebrnič in der 82. Spielminute für Jaka Kolenc auf den Rasen schickte. Danach saß er bis Mitte März des darauffolgenden Jahres abwechselnd auf der Ersatzbank oder kam zu Kurzeinsätzen. Im November 2015 setzte ihn Srebrnič auch bereits erstmals über die volle Spieldauer ein. Zu seinem eigentlich Durchbruch kam Kotnik allerdings erst ab Mitte März 2016, als er, zumeist im linken Mittelfeld spielend, in allen restlichen Meisterschaftsspielen bis Saisonende zum Einsatz kam. Hierbei kam er auch drei Mal zum Torerfolg und steuerte eine Torvorlage bei. Insgesamt war er in diesem Jahr in 18 Ligapartien auf dem Spielfeld. Im offensiven Mittelfeld zum Einsatz kam Kotnik unter anderem auch im Hin- und im Rückspiel der 1. Qualifikationsrunde zur Europa League 2016/17. ND Gorica verlor dabei jedoch beide Partien gegen Maccabi Tel Aviv. Zu regelmäßigen Einsätzen brachte es der Mittelfeldakteur bis zur Winterpause der Saison 2016/17, kam dabei aber nur selten über die vollen 90 Minuten zum Einsatz. Bei 17 Meisterschaftseinsätzen kam er zu zwei Treffern und wechselte noch in der Winterpause auf Leihbasis zum italienischen Erstligisten FC Crotone.

### Auf Leihbasis in Italien und Spanien
Beim Serie-A-Aufsteiger unterschrieb er einen Leihvertrag mit einer Laufzeit von 18 Monaten, wobei die Italiener ein halbes Jahr vor Ende der Leihzeit die Option hätten den Mittelfeldspieler zu kaufen. Bereits kurz nach seiner Verpflichtung debütierte der Slowene unter Trainer Davide Nicola in der Serie A und kam am 5. Februar 2017 bei der 0:1-Auswärtsniederlage gegen die US Palermo in der 61. Minute für Marcello Trotta auf den Rasen. Danach diente Kotnik vornehmlich als Ersatzspieler und saß bis zum letzten Saisonspiel 2016/17, als der Klassenerhalt noch nicht ganz gesichert war, auf der Ersatzbank des kalabrischen Klubs. Im letzten Saisonspiel, einem 3:1-Sieg über Lazio Rom, das zugleich den Klassenerhalt bedeutete, setzte ihn Nicola in der fünften Minuten der Nachspielzeit aufgrund Zeitspiels für den bulgarischen Internationalen Aleksandar Tonew ein. Dies blieben zugleich auch Kotniks einzige Einsätzen in der höchsten Fußballliga Italiens.
2016/17 noch in der Campionato Primavera Girone C aktiv, trat die höchste Nachwuchsmannschaft des FC Crotone in der Saison 2017/18 in der Primavera 2B in Erscheinung. Im Herbst 2017 kam Kotnik in zwei Spielen des Primavera-Teams zum Einsatz; über weitere Einsätze ist nichts bekannt. Nachdem der FC Crotone die Kaufoption nicht gezogen hatte, kehrte der slowenische Mittelfeldspieler bereits nach einem Jahr wieder zurück zum ND Gorica, wurde jedoch umgehend an den spanischen Drittligisten SD Formentera verliehen. Beim erst kürzlich aus der Viertklassigkeit aufgestiegenen Klub von der Insel Formentera konnte der 22-Jährige keinen wirklichen Anschluss finden und kam zwischen Januar und Februar 2018 in lediglich vier Meisterschaftsspielen zum Einsatz. In einigen Spielen saß er auch ohne Einsatz auf der Ersatzbank und gehörte ab Anfang März gar nicht mehr dem Kader an. Anfang April erfolgte schließlich die frühzeitige Rückkehr nach Slowenien, wo er noch einen laufenden Vertrag bis 30. Mai 2020 hat. Bis zum Saisonende 2017/18 wurde er jedoch nicht mehr beim ND Gorica berücksichtigt. In die Spielzeit 2018/19 startete Kotnik jedoch als Stammspieler, der zumeist im zentralen Mittelfeld bzw. als Linksaußen eingesetzt wurde. Bis Anfang Oktober hatte er mit der Mannschaft nur ein einziges Ligaspiel verloren, rutschte mit dem Team danach jedoch immer weiter in der Tabelle ab und musste neun Niederlagen und ein Remis aus den nachfolgenden zehn Ligapartien hinnehmen.

### Wechsel zum NK Maribor
Nur kurze Zeit darauf, als der ND Gorica wieder Siege einfuhrt, trat Kotnik innerhalb der Liga einen Wechsel zum Konkurrenten NK Maribor an, der ihn bis zum 30. Juni 2022 unter Vertrag nahm. Der Vertrag bei Gorica wurde einvernehmlich aufgelöst, jedoch durfte Kotnik in der noch laufenden Saison nicht mehr für den NK Maribor in Erscheinung treten. Bis zu diesem Zeitpunkt hatte er in dieser Spielzeit 20 Ligaspiele für Gorica absolviert und dabei ein Tor erzielt, sowie zwei weitere Tore für seine Teamkameraden vorbereitet. Außerdem absolvierte er zwei Spiele im slowenischen Pokal 2018/19. Beim NK Maribor, der zum 15. Mal in seiner Vereinsgeschichte slowenischer Fußballmeister wurde, trainierte Kotnik nur mit der Mannschaft mit und kam – wie es vertraglich vereinbart war – in keinem einzigen Pflichtspiel zum Einsatz.
Danach wurde Kotnik zwischen Juli und August 2019 in allen sechs Qualifikationsspielen zur UEFA Champions League 2019/20 eingesetzt, wobei er vornehmlich als Stammkraft zum Einsatz kam und neben einer Torvorlage auch ein Tor machte. Der vorwiegend als Linksaußen bzw. im linken Mittelfeld eingesetzte Kotnik schied in der dritten Qualifikationsrunde mit einem Gesamtscore von 2:6 gegen Rosenborg Trondheim aus und musste danach mit der Mannschaft über den Champions-Weg die vierte Qualifikationsrunde (Play-off-Runde) der UEFA Europa League 2019/20 bestreiten. Im Rückspiel gegen den PFK Ludogorez Rasgrad, der daraufhin aufgrund der Auswärtstorregel den Aufstieg in die Europa League schaffte, kam er zu einem Kurzeinsatz. In die Meisterschaft 2019/20 startete Kotnik ebenfalls noch als Stammkraft, musste sich aber bereits nach wenigen Auftritten mit der Rolle eines Ersatzspielers zufriedengeben. Vor allem zwischen September und Oktober 2019 verpasste er eine Reihe von Ligaspielen der Mariborer und wurde erst ab Ende Oktober wieder als Ersatzspieler mit wenigen Einsatzminuten bedacht. Bis dato (Stand: 12. Dezember 2019) war der 1,89 m große Offensivakteur in 13 Ligaspielen im Einsatz, in denen er jedoch torlos blieb. Im Pokal Slovenije 2019/20 wurde er im Achtelfinale bei der 2:3-Niederlage gegen den FC Koper eingesetzt und steuerte hierbei den Treffer zum vorzeitigen 1:1-Ausgleich bei.